# Aire métropolitaine de San Salvador
 (février 2022).
La mise en forme du texte ne suit pas les recommandations de Wikipédia : il faut le « wikifier ».
Les points d'amélioration suivants sont les cas les plus fréquents :
- Les titres sont pré-formatés par le logiciel. Ils ne sont ni en capitales, ni en gras.
- Le texte ne doit pas être écrit en capitales (les noms de famille non plus), ni en gras, ni en italique, ni en « petit »…
- Le gras n'est utilisé que pour surligner le titre de l'article dans l'introduction, une seule fois.
- L'italique est rarement utilisé : mots en langue étrangère, titres d'œuvres, noms de bateaux, etc.
- Les citations ne sont pas en italique mais en corps de texte normal. Elles sont entourées par des guillemets français : « et ».
- Les listes à puces sont à éviter, des paragraphes rédigés étant largement préférés. Les tableaux sont à réserver à la présentation de données structurées (résultats, etc.).
- Les appels de note de bas de page (petits chiffres en exposant, introduits par l'outil «  Source ») sont à placer entre la fin de phrase et le point final[comme ça].
- Les liens internes (vers d'autres articles de Wikipédia) sont à choisir avec parcimonie. Créez des liens vers des articles approfondissant le sujet. Les termes génériques sans rapport avec le sujet sont à éviter, ainsi que les répétitions de liens vers un même terme.
- Les liens externes sont à placer uniquement dans une section « Liens externes », à la fin de l'article. Ces liens sont à choisir avec parcimonie suivant les règles définies. Si un lien sert de source à l'article, son insertion dans le texte est à faire par les notes de bas de page.
- La présentation des références doit suivre les conventions bibliographiques. Il est recommandé d'utiliser les modèles {{Ouvrage}}, {{Chapitre}}, {{Article}}, {{Lien web}} et/ou {{Bibliographie}}. Le mode d'édition visuel peut mettre en forme automatiquement les références.
- Insérer une infobox (cadre d'informations à droite) n'est pas obligatoire pour parachever la mise en page.

Pour une aide détaillée, merci de consulter Aide:Wikification.
Si vous pensez que ces points ont été résolus, vous pouvez retirer ce bandeau et améliorer la mise en forme d'un autre article.

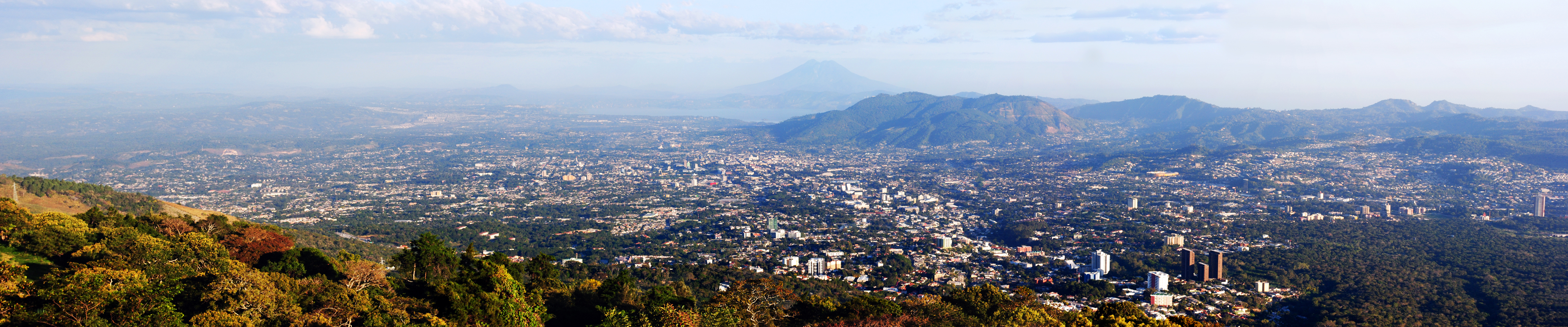
L'Aire Métropolitaine de San Salvador, une vue d'ensemble depuis le Volcan Quetzaltepec

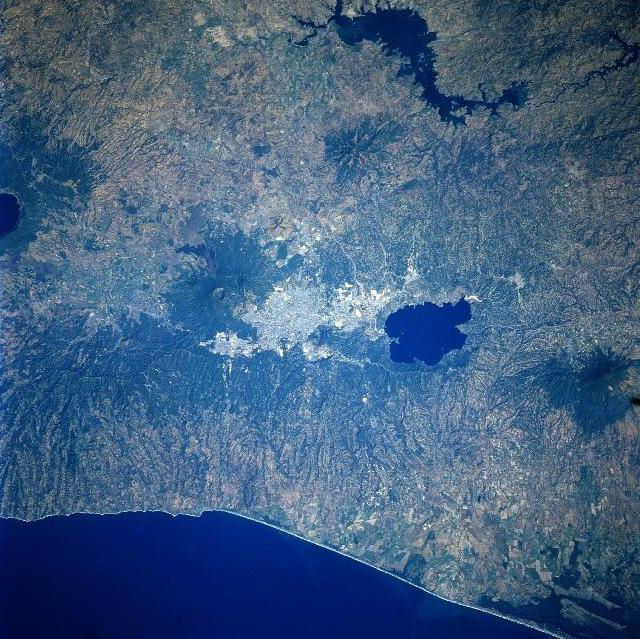
Image satellite de l'Aire Métropolitaine de San Salvador

L' Aire Métropolitaine de San Salvador (en espagnol:Área Metropolitana de San Salvador ou AMSS) est une aire métropolitaine formée autour de San Salvador, la capitale du Salvador, avec treize municipalités.
Elle a été mise en place en 1993 par le décret législatif No. 732 de la Loi sur le Développement territorial et l'Aire Métropolitaine de San Salvador et de ses municipalités voisines. L'acte législatif dispose qu'en raison de leur développement urbain, ces cités forment une seule et unique entité urbaine.
Depuis 1990, le développement urbain de San Salvador et de ses municipalités voisines est singularisé par une remarquable croissance, lui conférant la qualification de grande métropole. Cette situation a dès lors nécessité la planification et le contrôle du développement urbain des 14 municipalités qui forment maintenant l'Aire Métropolitaine de San Salvador ou AMSS.
Aujourd'hui, l'AMSS constitue le centre décisionnel du pays en matière d'organisationpolitique, financière, économique et culturelle. Les plus récentes projections officielles de population pour El Salvador prévoient la population combinée des quatorze  municipalites à 1 767 102 habitants en 2015, représentant alors 27.4% des 6 460 271 habitants projetés à cette date.

## Liste des quatorze municipalités de l'AMSS

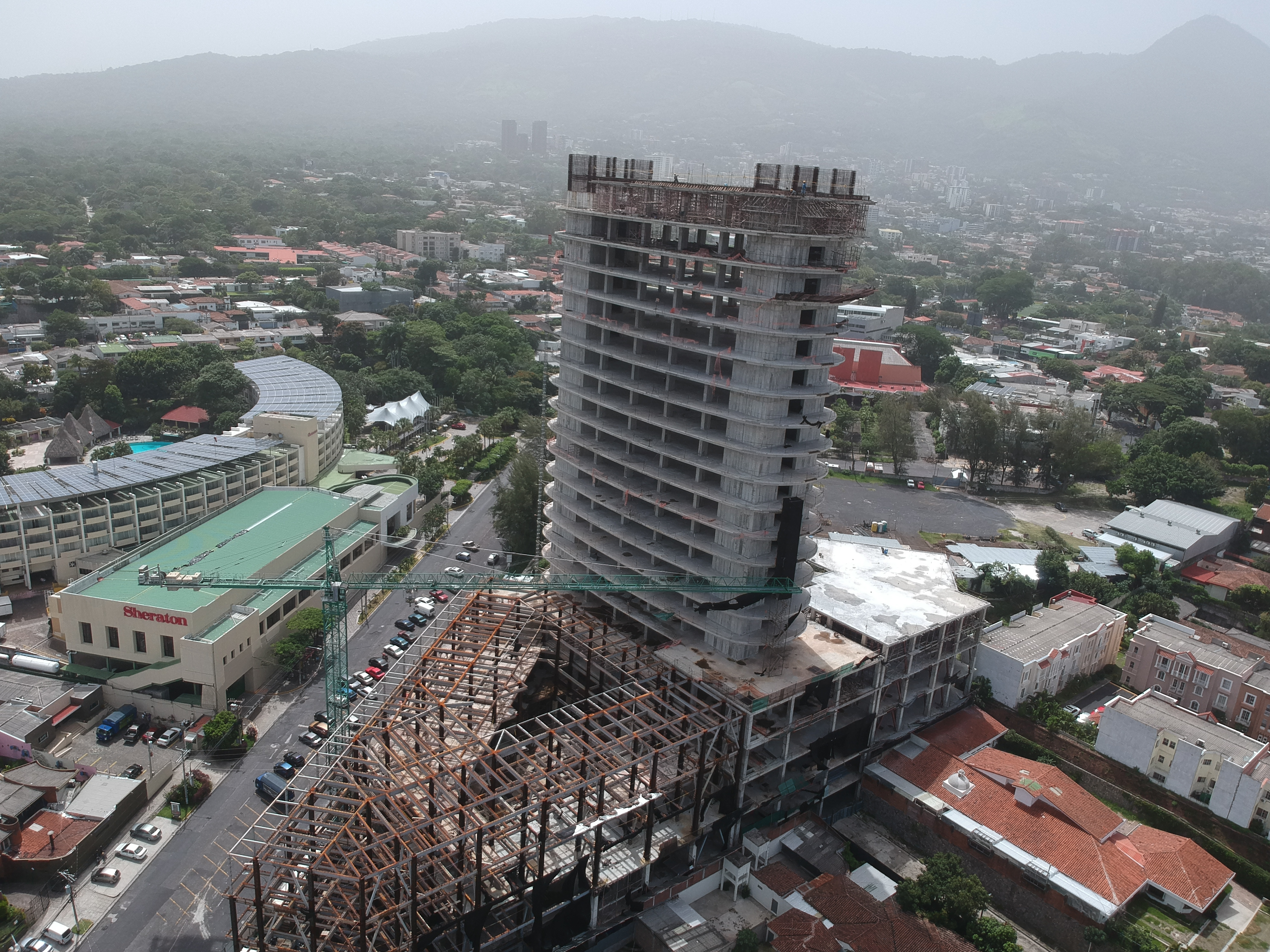
Un gratte-ciel à San Salvador, cœur névralgique de l'aire métropolitaine

L'Aire Métropolitaine de San Salvador (en espagnol: Área Metropolitana de San Salvador) rassemble 14 municipalités sur deux départements, le département de San Salvador et le département de La Libertad, représentant une superficie totale de 652,31 km2, et rassemblant une population de         2 177 432 habitants en 2014. La densité de population s'élève à 2 851,4 hab/km2.
L'Área Metropolitana de San Salvador (AMSS), appelée également el Gran San Salvador ou la Gran Área Metropolitana de San Salvador (GAMSS) est une conurbation urbaine, qui est l'une des plus peuplées de l'Amérique Centrale. San  Salvador est au cœur d'une grande métropole en plein essor, où vit environ 29.39 % de la population totale du pays.

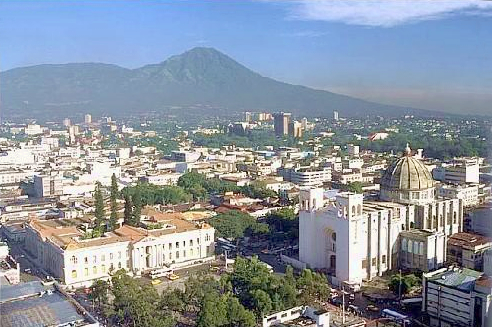
San Salvador au cœur d'une des plus grandes métropoles de l'Amérique Centrale

Les quatorze municipalités qui forment l'Aire Métropolitaine de San Salvador sont:

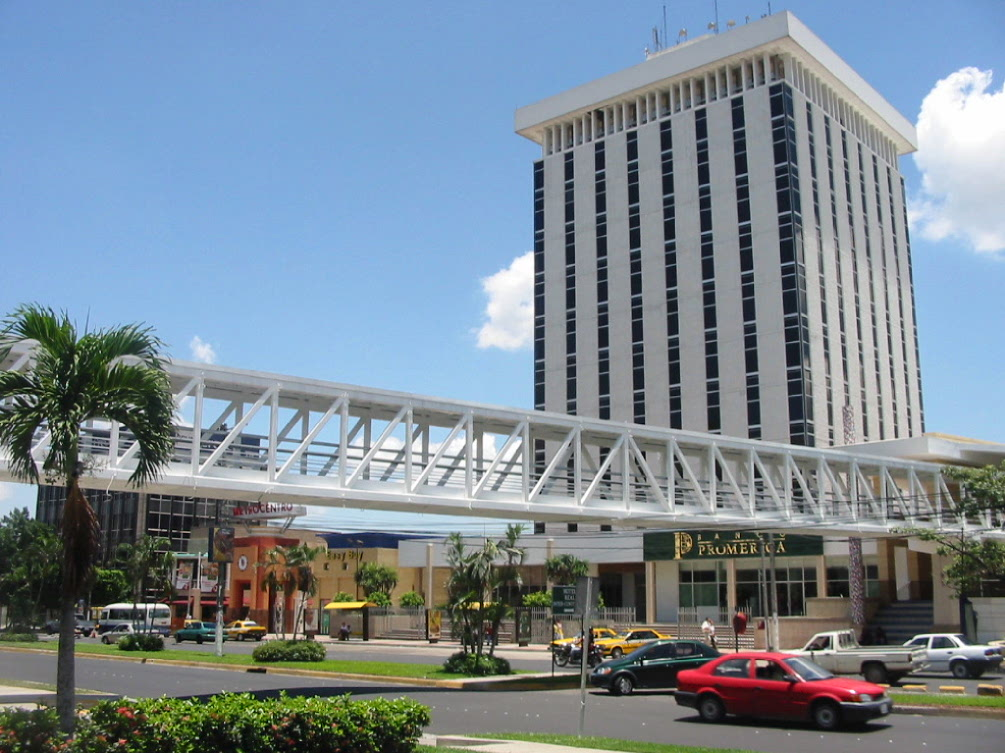
La Tour Roble, un des centres commerciaux de la capitale San Salvador

| Municipalité                                   | Population |
| ---------------------------------------------- | ---------- |
| San Salvador                                   | 316,090    |
| Soyapango                                      | 241,403    |
| Mejicanos                                      | 140,751    |
| Apopa                                          | 131,286    |
| Santa Tecla (Département de La Libertad)       | 121,908    |
| Ciudad Delgado                                 | 120,200    |
| Ilopango                                       | 103,862    |
| Tonacatepeque                                  | 90,896     |
| San Martín                                     | 72,758     |
| Cuscatancingo                                  | 66,400     |
| San Marcos                                     | 63,209     |
| Ayutuxtepeque                                  | 34,710     |
| Antiguo Cuscatlán (Département de La Libertad) | 33,698     |
| Nejapa                                         | 29,458     |
| Total selon recensement de 2007                | 1,566,629  |
| Estimations 2016                               | 2 177 432  |

## Principales caractéristiques de l'AMSS
L'Área Metropolitana de San Salvador (AMSS) ou la Gran Área Metropolitana de San Salvador (GAMSS) est une conurbation urbaine formée de 14 municipalités. Elle a été créée en 1993, à 
la suite d'un Décret législatif No. 732 de la Loi de Développement et d'Organisation Territoriale de l'Área Metropolitana de San Salvador et des 14 Municipalités rattachées. Cette loi précise, en fonction de son développement urbain, le périmètre de ces municipalités pour constituer une seule unité urbanistique.

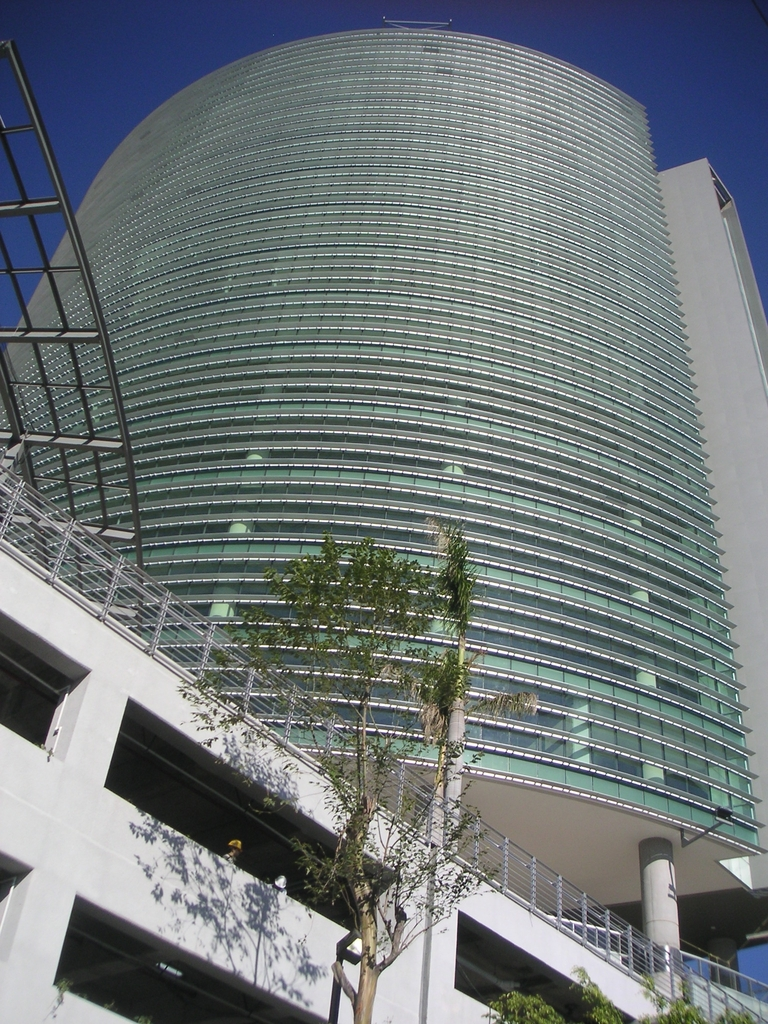
La Tour Futura 2 à San Salvador

La municipalité la plus densément peuplée est Soyapango avec 8 079,08 hab/km2. Cette forte concentration de population en une seule et petite municipalité provient du fait qu'il s'agit d'une cité industrielle qui offre beaucoup d'opportunités d'emplois.
Depuis la dernière décennie s'est affichée une grande croissance économique, avec la construction de routes urbaines, d'établissements tertiaires, d'usines, de centres commerciaux et d'hôtels, de rues, de carrefours, de ponts, etc. Et également un essor démographique sans précédent, avec la construction de nombreuses habitations et résidences que beaucoup d'habitants des autres villes principales ou de zones rurales du pays migrent vers l'Área Metropolitana de San Salvador.
Actuellement, l'AMSS ou la GAMSS concentre 36.43% de la population du Salvador et 70% des investissements publics y privés pour seulement 3% du territoire national.

## Les 14 municipalités de l'AMSS et leur situation géographique
Parmi les quatorze municipalités de l'Aire Métropolitaine de San Salvador douze appartiennent au  département de San Salvador et les deux autres à celui de La Libertad, toutes sont situées entre 4 kilomètres pour les plus proches de la capitale à 15 kilomètres pour la plus éloignée.
- San Salvador - Capitale du El Salvador.
- Antiguo Cuscatlán - 4 kilomètres sud-ouest de San Salvador.
- Santa Tecla - 9 kilomètres sud-ouest de San Salvador.
- San Marcos - 6 kilomètres sud de San Salvador.
- Soyapango - 6 kilomètres est de San Salvador.
- Ilopango - 8 kilomètres est.
- San Martin - 15 kilomètres est.
- Tonacatepeque - 12 kilomètres nord-est.
- Ciudad Delgado - 4 kilomètres nord-est.
- Cuscatancingo - 4 kilomètres nord.
- Mejicanos- 5 kilomètres nord.
- Apopa - 11 kilomètres nord.
- Nejapa- 13 kilomètres nord.
- Ayutuxtepeque - 7 kilomètres nord.

## Galerie

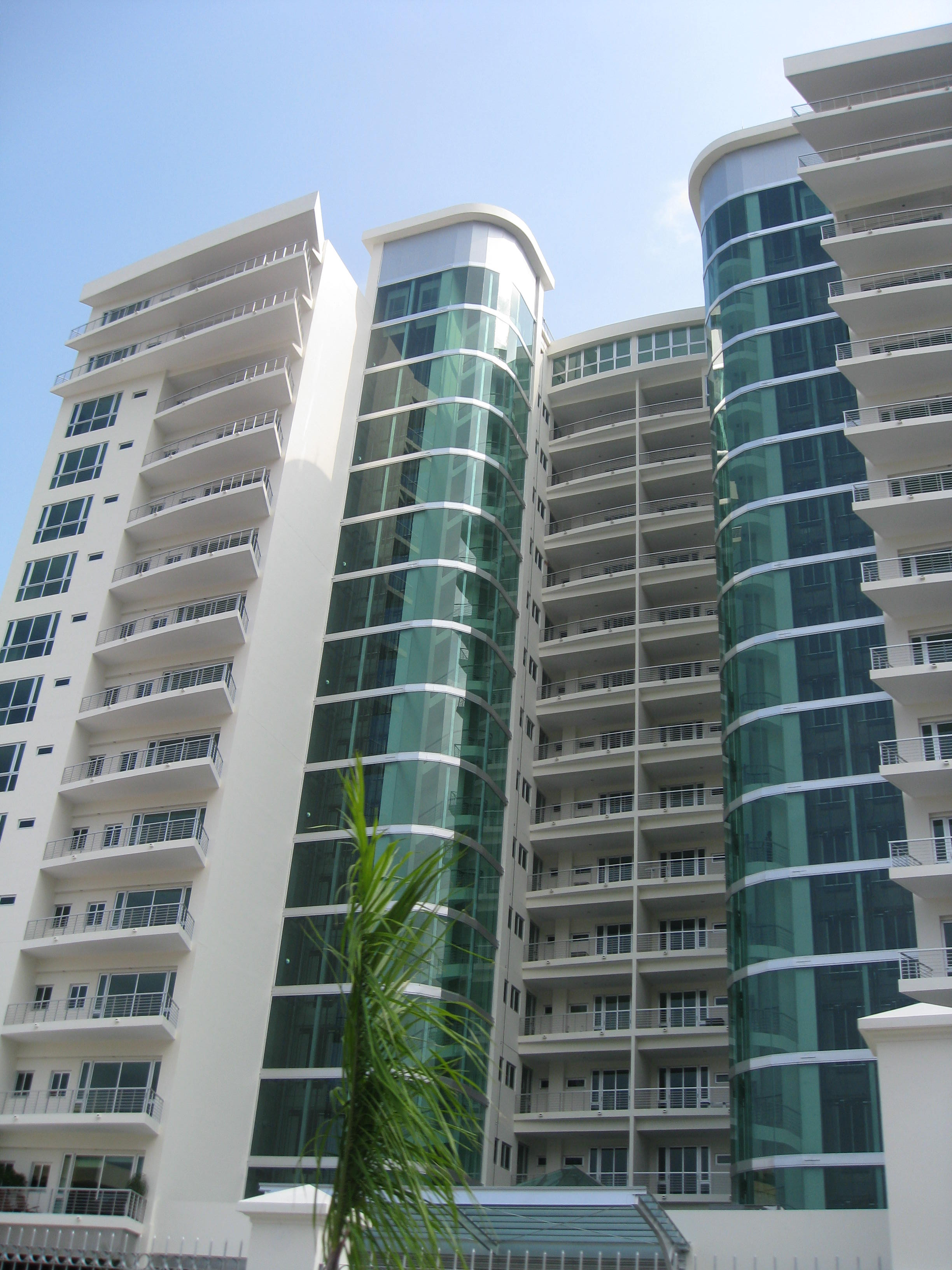
La Tour Alta, immeuble d'appartements de haut standing à San  Salvador
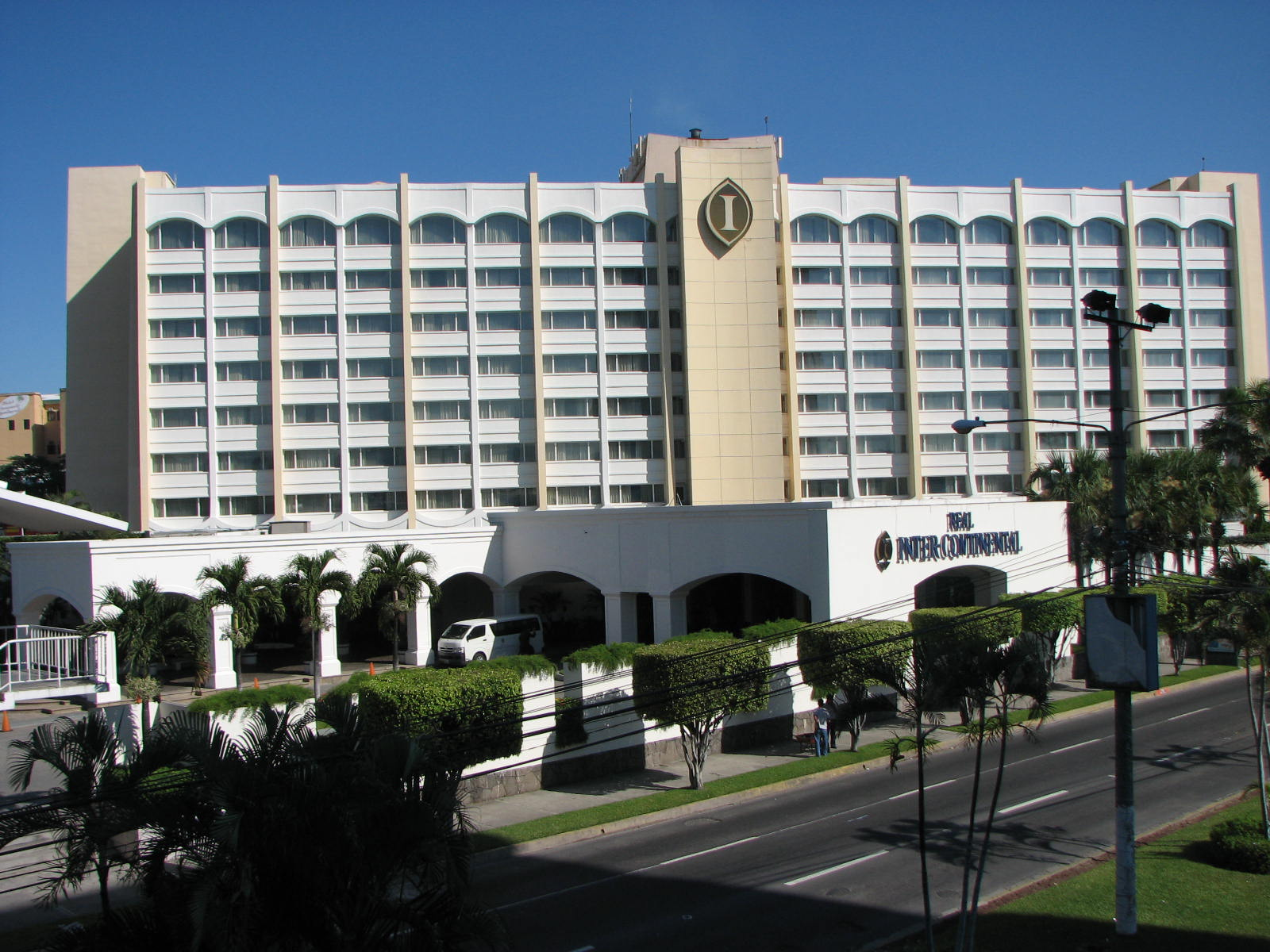
L'Hôtel Real InterContental à San Salvador
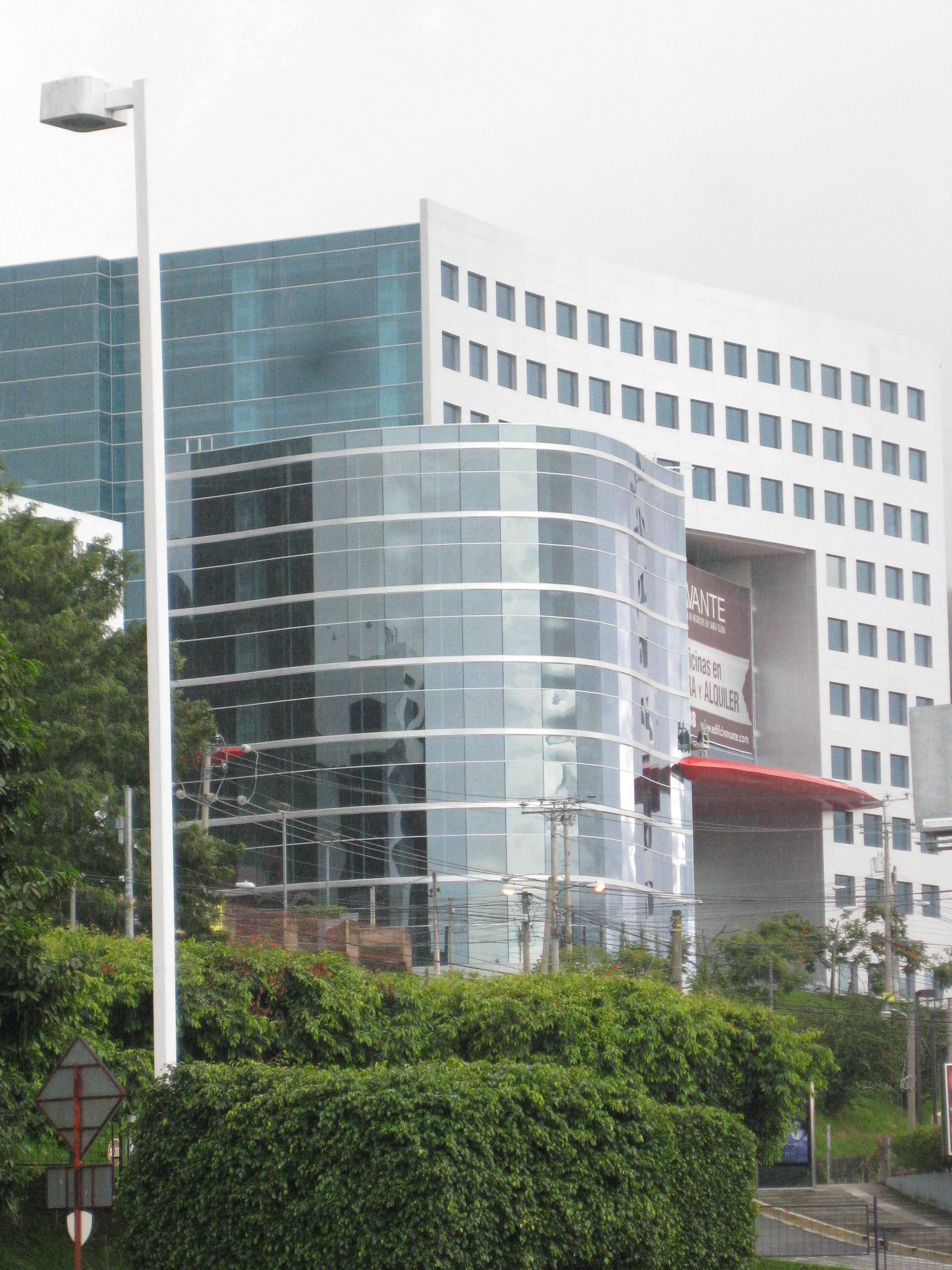
Gratte-ciel El Torre Avante à Antiguo Cuscatlán.
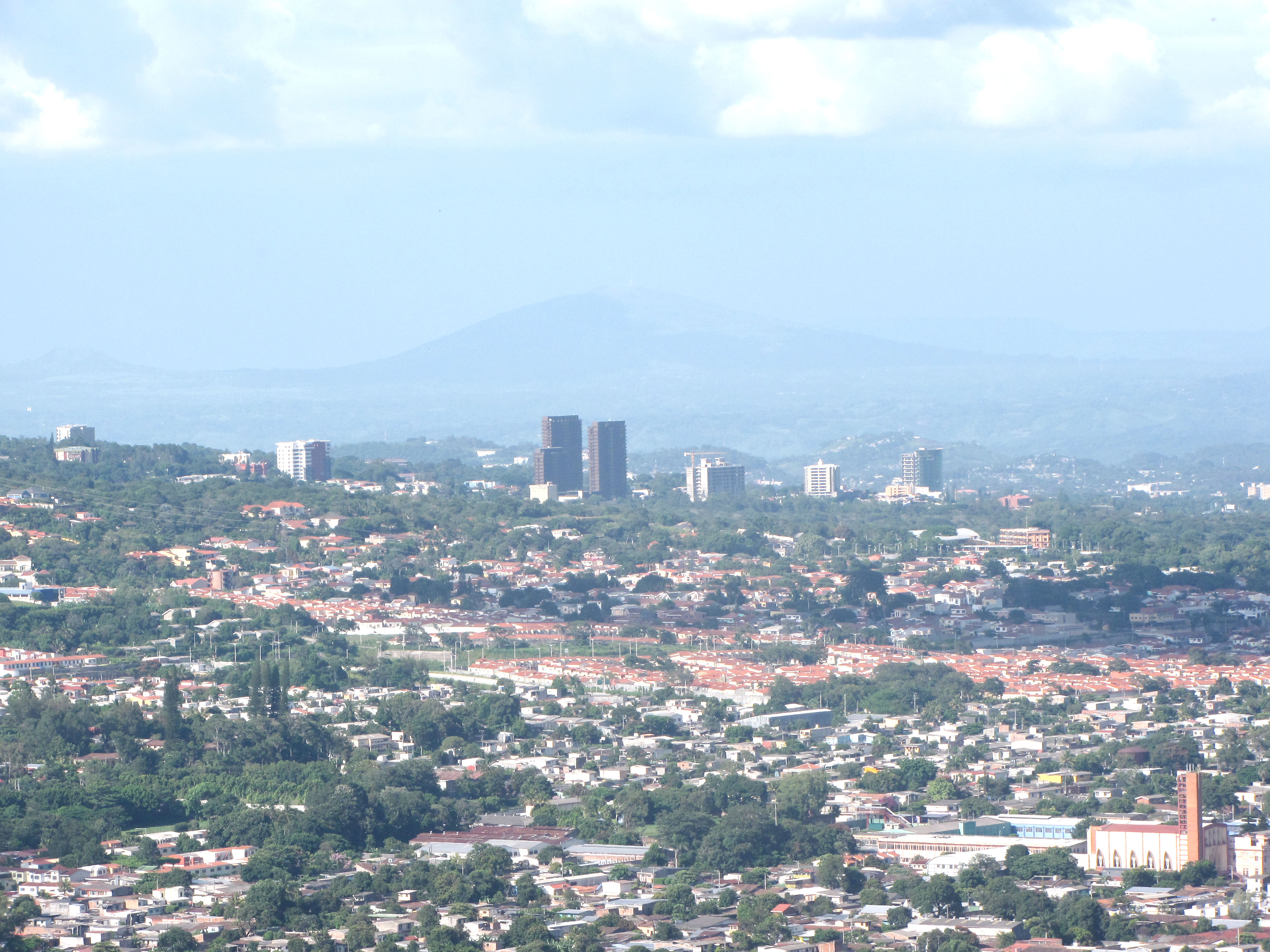
Santa Tecla, une des deux villes du département de La Libertad à appartenir à l'aire métropolitaine de San Salvador.